# Гайский завод по обработке цветных металлов
Гайский завод по обработке цветных металлов (ГЗОЦМ) — советское а затем российское предприятие цветной металлургии, осуществляющее производство медного, латунного и бронзового проката, расположенное в г. Гай Оренбургской области и являющееся одним из ведущих в отрасли промышленных предприятий региона и одним из основных производителей цветного плоского проката (медного, латунного, медно-никелевого и никелевого) в России. Производит медную фольгу и прокат на экспорт. С 2019 года входит в состав тольяттинской группы ГК «Акрон Холдинг».

## История
Строительство завода было нацелено на обеспечение советской автомобильной промышленности (в первую очередь АвтоВАЗ) радиаторной лентой. Однако, со временем, завод начал заниматься технологической реконструкцией, в начале 2000-х годов.
В октябре 1975 года на Гайской промплощадке Орского завода по обработке цветных металлов на основании приказа Министра цветной металлургии СССР (Минцветмет СССР) Петра Ломако №474 от 31.10.1975 была введена первая очередь цеха радиаторной ленты мощностью 15 тысяч тонн в год.
С 1 января 1976 года цех Орского ЗОЦМ, находящийся на Гайской промплощадке стал именоваться прокатный цех по производству радиаторной ленты №3 (приказ директора Орского ЗОЦМ №842пр от 31.12.1975).
В 1982-м году на основании приказа Министра цветной металлургии СССР №212 от 12 мая 1982 года Орский завод по обработке цветных металлов реорганизован в Южноуральское производственное объединение по обработке цветных металлов (ПО «Южуралцветметобработка»), в состав которого вошли (приказ и.о. Генерального директора Орского ЗОЦМ №433 от 02.06.1982) две самостоятельные производственные единицы: 
- Орский завод по обработке цветных металлов
- Гайский завод по обработке цветных металлов

В соответствии с Указом Президента Российской Федерации от 1 июля 1992 года №721 «Об организационных мерах по преобразованию государственных предприятий, добровольных объединений государственных предприятий в акционерные общества, согласно распоряжению Главы администрации г. Гая № 848р от 30 декабря 1992 года «О государственной регистрации акционерного общества открытого типа «Гайский завод по обработке цветных металлов «Сплав» ГЗОЦМ приватизирован в Акционерное общество открытого типа «ГЗОЦМ» (Свидетельство о государственной регистрации №161 от 30 декабря 1992 года).
С 1 ноября 1996 года предприятие получает своё полное официальное наименование: Открытое Акционерное Общество (ОАО) «Гайский завод по обработке цветных металлов (ГЗОЦМ) «Сплав».
В 2001 году завод освоил новое производство монетной ленты для выпуска заготовок монет для Республики Индия.
В 2004 году в рейтинге заводов цветной металлургии занимает 4-е место и 52-е место в рейтинге трёхсот крупнейших компаний среднего бизнеса Урала.
До 2009 года предприятие производило медно-никелевую ленту, из которой на Гознаке чеканили рублёвые, двухрублёвые и пятирублевые монеты.
В марте 2019 года завод вошел в состав тольяттинской группы «Акрон Холдинг», в связи с реорганизацией, предприятие преобразовано в Общество с ограниченной ответственностью (ООО) «Гайский завод по обработке цветных металлов».
По рейтингу журнала "Эксперт" в 2011 и 2012 годах предприятие вошло в список 100 крупнейших экспортеров Урала и Западной Сибири.
В марте 2012 года в рамках программы внедрения технологий энергосбережения на заводе была запущена в эксплуатацию газопоршневая теплоэлектростанция общей мощностью 15,4 МВт. Наблюдение за работой теплоэлектростанции доступно через онлайн вебкамеры.
На территории завода расположено российско-итальянское производство радиаторов отопления российской компании АО «РИФАР».

## Специализация
Предприятие специализируется на выпуске медного, латунного, медно-никелевого и никелевого проката. Производит 12-13% от общего объёма, выпускаемого в России плоского проката.
Выпускает фальцевую медную кровлю.